# SVT Barn
SVT Barn er en af Sveriges Televisions tv-kanaler som siden den 23. december 2002 har sendt børneprogrammer.
| Fjernsyn | Spire Denne artikel om en tv-kanal er en spire som bør udbygges. Du er velkommen til at hjælpe Wikipedia ved at udvide den. |